# Resolutie 2396 Veiligheidsraad Verenigde Naties
Resolutie 2396 van de Veiligheidsraad van de Verenigde Naties werd op 21 december 2017 unaniem aangenomen door de VN-Veiligheidsraad. De resolutie vroeg landen extra maatregelen te nemen inzake grenscontrole, justitie, informatiedelen en anti-extremisime omdat veel van de buitenlandse terrestrijders die naar Syrië en Irak waren vertrokken wilden terugkeren toen IS daar nagenoeg verslagen was.
Volgens ondersecretaris-generaal van het UNOCT Vladimir Voronkov hebben tot 40.000 buitenlanders de rangen van terreurgroepen in Syrië en Irak vervoegd. Zo'n 5600 onder hen waren naar 33 thuislanden teruggekeerd; sommigen om aanslagen te plegen of nieuwe strijders te ronselen.

## Standpunten
De Verenigde Staten hadden een leidende rol gespeeld in het tot stand komen van deze resolutie. Het land gebruikte al jaren de identificatietechnologieën die nu verplicht werden.
Egypte had graag financiële middelen willen koppelen aan de verplichting om die technologieën in te voeren. Ook had het land het doorspelen van informatie over terreurverdachten aan Interpol verplicht willen maken.

## Inhoud
De terugkeer van buitenlandse terreurstrijders vormde een steeds grotere bedreiging. Er waren er die in hun land van herkomst aanslagen wilden plegen. Terreurgroepen als IS riepen hen daar ook toe op. Gevangenissen konden broeihaarden van radicalisering zijn. Opgesloten terroristen moesten daarom goed worden opgevolgd. Gevangenissen moesten ook voldoen aan de "Nelson Mandela-regels"; een in 2015 afgesproken minimumstandaard voor de behandeling van gedetineerden
Resolutie 2178 legde landen op om het ronselen en financieren van buitenlandse terreurstrijders en afreizen als zo'n terreurstrijder tot zware misdrijven te benoemen. Op alle landen werd nu aangedrongen hier werk van te maken en ook samen te werken om effectief tot veroordelingen te komen.
Landen werden ook opgeroepen effectieve grenscontroles in te voeren en maatregelen te nemen tegen de vervalsing van identiteits- en reisdocumenten. Als ze een terreurverdachte oppakten, moesten ze elkaar waarschuwen. Sinds oktober 2017 moesten de lidstaten van de Internationale Burgerluchtvaartorganisatie (ICAO) luchtvaartmaatschappijen verplichten informatie over de passagiers door te geven aan het land van bestemming vóór een vlucht plaatsvond. Alle landen werden ook verplicht de PNR-gegevens op te vragen en verwerken, een lijst van terreurverdachten bij te houden en biometrische gegevens als vingerafdrukken, foto's en gezichtsherkenning te bewaren. Ze werden opgeroepen die informatie ook te delen en gebruik te maken van de databanken bij Interpol.
Een grote zorg was dat terroristen via het internet communiceerden. Op initiatief van het Uitvoerend Directoraat van het Antiterrorismecomité werkten de IT-sector, de academische wereld en overheden samen om die communicatie te verstoren, terwijl de fundamentele vrijheden gevrijwaard bleven. Het was voorts van belang dat landen een strategie ontwikkelden om de retoriek van terreurgroepen tegen te gaan, en om radicaliserende personen op te sporen en in te grijpen.
Er werd benadrukt dat alle genomen maatregelen in overeenstemming moesten zijn met het internationaal recht.
Lijst ·  2337 ·  2338 ·  2339 ·  2340 ·  2341 ·  2342 ·  2343 ·  2344 ·  2345 ·  2346 ·  2347 ·  2348 ·  2349 ·  2350 ·  2351 ·  2352 ·  2353 ·  2354 ·  2355 ·  2356 ·  2357 ·  2358 ·  2359 ·  2360 ·  2361 ·  2362 ·  2363 ·  2364 ·  2365 ·  2366 ·  2367 ·  2368 ·  2369 ·  2370 ·  2371 ·  2372 ·  2373 ·  2374 ·  2375 ·  2376 ·  2377 ·  2378 ·  2379 ·  2380 ·  2381 ·  2382 ·  2383 ·  2384 ·  2385 ·  2386 ·  2387 ·  2388 ·  2389 ·  2390 ·  2391 ·  2392 ·  2393 ·  2394 ·  2395 ·  2396 ·  2397